# Toluca
Toluca – miasto w środkowym Meksyku, na obszarze Mesy Centralnej, na wysokości 2640 metrów, w kotlinie Toluca, stolica stanu Meksyk. Około 747 tys. mieszkańców.

## Miasta partnerskie
- Saitama, Japonia
- Brescia, Włochy
- Urawa, Japonia
- Kozani, Grecja
- Fort Worth, Stany Zjednoczone
- Suwon, Korea Południowa
- Galveston, Stany Zjednoczone